# Neomammillaria moelleriana
Neomammillaria moelleriana là một loài thực vật có hoa trong họ Cactaceae. Loài này được (Boed.) Britton & Rose mô tả khoa học đầu tiên năm 1926.